# Нік
Нік, нікнейм (від англ. nick, nickname МФА: [ˈnɪkneɪm] — спочатку «кличка, прізвисько», від середньо-англійського «an eke name» — «інше ім'я», яке перейшло в англ. a nick name) — особисте, переважно, вигадане, ім'я, яким називають себе користувачі інтернету в різноманітних чатах, форумах, месенджерах, а також у Вікіпедії, на сайтах та вікі-сайтах.
Згідно з одним дослідженням 2011 року для ніків у IRC, які використовували латинську абетку, частка ніків, які використовували цифри, становила 10,83 %, а спеціальні символи — 7,06 %. Натомість, наприклад, у такому сервісі як Google Meet використовувати спеціальні символи не можна. Часто ніки мають спільну напрямленість з аватаром користувача.